# Árbol de Pitágoras

El Árbol de Pitágoras.

El árbol de Pitágoras es un plano fractal construido a partir de cuadrados, inventado por el profesor Albert E. Bosman en 1942. Lleva el nombre del matemático griego Pitágoras debido a que en cada unión de 3 cuadrados se forma un triángulo rectángulo en una configuración utilizada tradicionalmente para representar el teorema de Pitágoras. Si el cuadrado más grande tiene un tamaño de L x L, todo el árbol de Pitágoras encajará perfectamente dentro de una caja de tamaño 6L × 4L. Los detalles más finos de los árboles se asemejan a la curva de Lévy C.

## Construcción
```

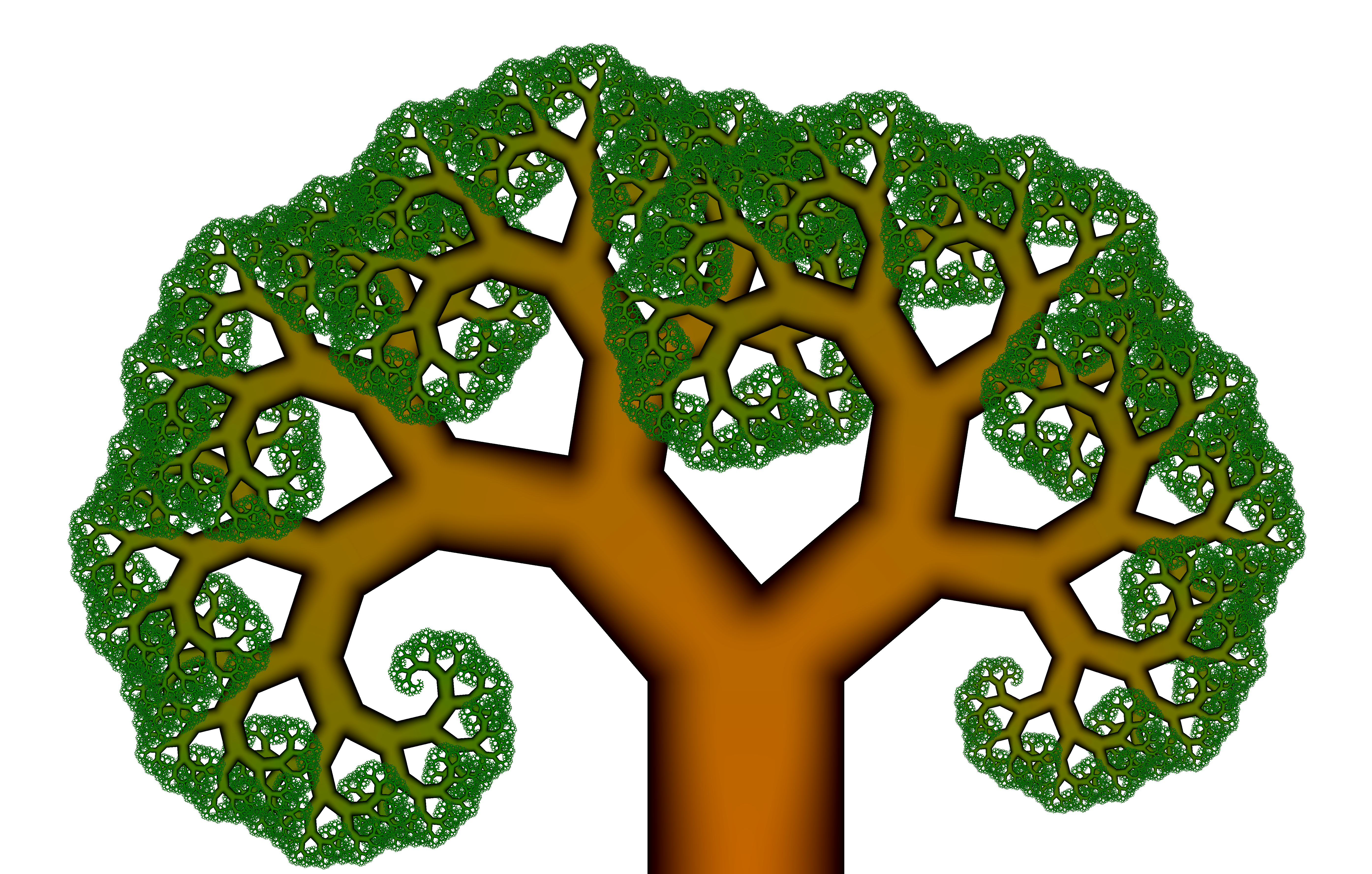
El árbol de Pitágoras con un ángulo de 25 grados y coloración suave

construcción del árbol de Pitágoras comienza con un 
cuadrado
. Sobre este cuadrado se construyen otros dos cuadrados, cada uno reducido por un factor lineal de ½
√
2
 de tal manera que las esquinas de los cuadrados coinciden dos a dos. Este mismo procedimiento se aplica de forma 
recursiva
 para las dos cuadrados más pequeños, repitiéndose el proceso indefinidamente. La siguiente imagen muestra las primeras 
iteraciones
 en el proceso de construcción.
[
1
]
[
2
]
```

| Construcción del árbol de Pitágoras, orden 1 | Orden 2 | Orden 3 | Orden 4 |
| Orden 0                                      | Orden 1 | Orden 2 | Orden 3 |

El límite de esta sucesión de conjuntos existe y es el fractal llamado árbol de Pitágoras.

## Área
La iteración n en la construcción suma 2n cuadrados de tamaño (½√2)n para un área total de 1. Así el área del árbol puede parecer que crece sin límite cuando n→∞. Sin embargo, algunos de los cuadrados se superponen a partir de la orden de iteración 5, el árbol en realidad tiene un área finita, ya que queda inscrito dentro de una caja de 6 x 4.
Se puede demostrar fácilmente que el área A del árbol de Pitágoras debe estar en el rango de 5 <A < 18, que puede ser precisado con cálculos adicionales. Poco se sabe acerca el valor real de A.

## Propiedades

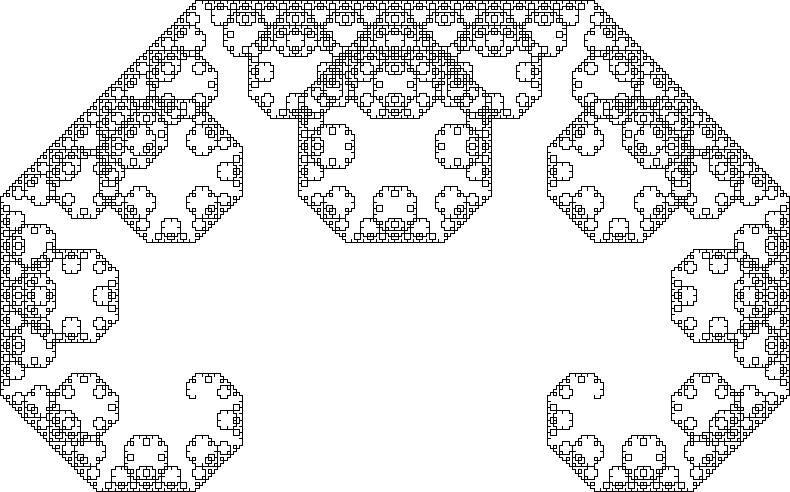
Las ramas finales del árbol de Pitágoras se asemejan a la curva de Lévy C

- El número total de cuadrados en el paso {\displaystyle n} es {\displaystyle \sum _{k=0}^{n}2^{k}}.
- Presenta  autosimilitud exacta.
- Su dimensión de Hausdorff-Besicovitch es 2.[4]
- Se puede generar mediante el sistema de funciones iteradas no contractivo formado por las siguientes funciones:[5]

{\displaystyle f_{1}(x,y)=(x,y)}
{\displaystyle f_{2}(x,y)={\frac {1}{2}}(x-y,x+y)+(0,1)}
{\displaystyle f_{3}(x,y)={\frac {1}{2}}(x+y,-x+y)+\left({\frac {1}{2}},{\frac {3}{2}}\right)}
- Si se elimina la primera función del sistema de funciones iteradas, se tiene un sistema contractivo que genera un fractal parecido a la curva C de Lévy.

## Variantes
Si se cambian los ángulos que forman los cuadrados (y, por tanto, sus tamaños), se obtienen otros árboles fractales. Por ejemplo, con ángulos de 60 y 30 grados y 9 iteraciones se tiene el siguiente árbol (en este ejemplo, el conjunto inicial es el borde de un cuadrado):
|         |          |
| Orden 4 | Orden 10 |

Para los ángulos {\displaystyle \alpha } y {\displaystyle 90^{\circ }-\alpha }, la razón de contracción de los cuadrados ha de ser {\displaystyle cos(\alpha )} y {\displaystyle sin(\alpha )}, respectivamente.

## Historia
El árbol de Pitágoras fue construido por primera vez por el profesor de matemáticas Albert E. Bosman (1891-1961), en Holanda en 1942.

## Uso
Es posible que el árbol de Pitágoras sería muy útil para antenas fractales con ajustes menores. Esta suposición se basa en la dimensión de Hausdorff-Besicovitch.